# Harem dans l'Égypte antique
Le harem de l'Égypte antique ressemble peu au harem « classique » dont l'image nous vient tout droit du harem de l'Empire ottoman : ces deux institutions ont pour point commun d'être les appartements des femmes. Le harem est également le lieu de résidence des « épouses diplomatiques ». En effet, pharaon imposait aux rois sous alliance de lui donner leur fille aînée en tant qu'épouse, mais il n'y avait pas réciproque.
Dans l'Égypte antique, le harem (l’ipèt-nésout), est le lieu où résident les femmes de la famille royale : épouses, filles, cousines, favorites. Il n'est pas seulement un lieu de plaisir, mais également un lieu de pouvoir et d'éducation, où les concubines rivalisent d'adresse pour étendre leurs prérogatives et essayer de placer leurs enfants à des postes importants. Contrairement aux « harems orientaux » le harem égyptien antique était un lieu relativement ouvert, où les dames recevaient de la visite, pratiquaient l'artisanat, le harem étant un atelier de tissage de pharaon, et éduquaient les jeunes filles bien nées. 
Le harem est également un endroit de secrets, d'intrigues, de luttes pour le pouvoir, de rivalités, voire de conspiration (procès de certains membres du harem de Ramsès III). Seuls les enfants de la grande épouse royale ont, en temps normal, et s'ils sont de sexe masculin, la possibilité de devenir princes héritiers. Tant qu'ils sont en bas âge, leur éducation est assurée par des précepteurs à l'intérieur du harem. Le personnel est exclusivement masculin et contrairement aux harems de l'Empire ottoman et chinois, il ne semble pas qu'il y ait eu d'eunuque.
En fait, en Égypte, il n'existe pas un, mais des harems. Le principal se trouve toujours attenant au palais royal du pharaon en exercice, mais il en existe généralement plusieurs de taille variable. Il semble que le Fayoum, par son cadre verdoyant, fût un terrain propice à ces établissements ; le « harem du Fayoum » semble avoir été en partie une « maison de retraite » pour les grands-mères de la noblesse.

## Composition du harem
Les femmes :
- La grande épouse royale,
- La supérieure du harem,
- Les épouses secondaires,
- Les favorites (khékérout-nésout, « les ornements du roi »),
- Les beautés (néférout).

L'administration (exclusivement masculine) :
- Le chef de l'administration du harem,
- L'adjoint de l'administration du harem,
- Les scribes du harem (dont le « scribe de la porte du harem »),
- Les gardes (dont le « gardien des portes »),
- Les domestiques.